# Canton de Chambéry-Nord
Le canton de Chambéry-Nord/Sonnaz est une ancienne division administrative française, située dans le département de la Savoie et la région Rhône-Alpes.
Créé 1801, puis à nouveau en 1860 et modifié en 1973 et 1985, le canton disparait en 2015 à la suite du redécoupage cantonal de 2014.

## Géographie
Le canton de Chambéry-Nord est situé sur un tiers nord/nord-est de la commune de Chambéry, préfecture du département de la Savoie, et sur la totalité de la commune de Sonnaz.
La superficie du canton est de 7,7 km2 (77 hectares) et ce-dernier recensait 15 455 habitants en 2012, soit une densité de 2 007 habitants par km² pour cette année.
Comme les trois autres cantons que compte Chambéry durant son existence, le canton de Chambéry-Nord/Sonnaz présente du certain relief, même si celui-ci concerne principalement le plateau de la Croix-Rouge qui s'étend sur tout l'axe nord-sud du canton de Chambéry à Sonnaz. En outre, ce plateau est cerné à l'ouest par la cluse de Chambéry et à l'est par le vallon de la Croix-Rouge, et s'élève également au sommet de la falaise nord-occidentale des Monts (prolongement de la colline de Lémenc) en passant par le col de Saint-Saturnin.
Le territoire du canton est relativement diversifié, comportant la zone urbaine des Hauts-de-Chambéry (quartier de Chambéry), la zone commerciale des Landiers (Chambéry) à l’ouest, le reste étant constitué de zones rurales, agricoles et à habitat diffus (Chambéry-le-Vieux et Sonnaz). Ces territoires, à l’exception de la zone commerciale, sont desservis et traversés par la route départementale 991 reliant Chambéry à Aix-les-Bains et au-delà à Genève.
Le principal cours d'eau du canton est le Tillet, l'un des affluents du lac du Bourget.

## Histoire
Avec la création du département du Léman et la réforme du 17 janvier 1800, le canton de Chambéry est supprimé et les communes sont réparties entre les nouveaux cantons de Chambéry-Nord et de Chambéry-Sud, appartenant au nouvel arrondissement communal de Chambéry,. Ce nouveau canton comptait 12 communes — Bassens, Bourdeau, Le Bourget, Chambéry, Chambéry-le-Vieux, Les Déserts, La Motte-Servolex, Saint-Alban, Saint-Jean-d'Arvey, Sonnaz, Thoiry, Verel-Pragondran — et 19 985 habitants.
En 1814, puis 1815, le duché de Savoie retourne dans le giron de la maison de Savoie et Chambéry redevient le centre d'un mandements sardes. Il comprend 23 communes, dans la province de Savoie Propre. Lors de la réforme de 1818, le mandement passe à 19 communes au sein de la nouvelle unité administrative, la division de Chambéry, organisation maintenue avec la réforme de 1837. Le mandement compte 35 739 habitants.
Le canton de Chambéry-Nord est recréé par le décret impérial du 24 novembre 1860 qui divise en deux cantons le canton de Chambéry : Chambéry Nord et Chambéry Sud,. Ce nouveau canton est relativement étendu puisqu'il comprend une partie de Chambéry mais également les communes de Barby, Bassens, Curienne, Les Déserts, Puygros, Saint-Alban-Leysse, Saint-Jean-d'Arvey, Sonnaz, Thoiry et Verel-Pragondran.
Plus d'un siècle plus tard, le décret no 73-770 du 2 août 1973 conduit le canton de Chambéry-Nord à voir son territoire évoluer au profit de la création de quatre nouveaux cantons. Ce décret réduit la taille du canton à une portion de la commune de Chambéry tandis qu'est créé le canton de Chambéry-Sud-Ouest et le canton de Saint-Alban-Leysse.
La décennie suivante, le décret no 85-86 du 23 janvier 1985 portant modification et création de cantons dans le département de la Savoie, faisant suite à une délibération du Conseil général de la Savoie en date du 26 novembre 1984, prévoit la création du canton de Chambéry-Est qui récupère une partie sud du canton. En outre, le décret adjoint la commune de Sonnaz au canton de Chambéry-Nord.
À la suite du redécoupage cantonal de 2014, le décret no 2014-272 du 27 février 2014 portant délimitation des cantons dans le département de la Savoie implique la suppression du canton de Chambéry-Nord dont la majorité du territoire se retrouve au sein du canton de Chambéry-1, lequel comprend également le territoire de Bissy et la partie du canton de Chambéry-Est. L'entrée en vigueur des nouveaux cantons et la disparition de celui de Chambéry-Nord est effective à compter des premières élections départementales de mars 2015.

## Composition

### Avant 1985
Le canton de Chambéry Nord était composé des communes de :
- Barby, Bassens, Chambéry (en partie), Curienne, Les Déserts, Puygros, Saint-Alban-Leysse, Saint-Jean-d'Arvey, Sonnaz, Thoiry et Vérel-Pragondran.

### De 1985 à 2015

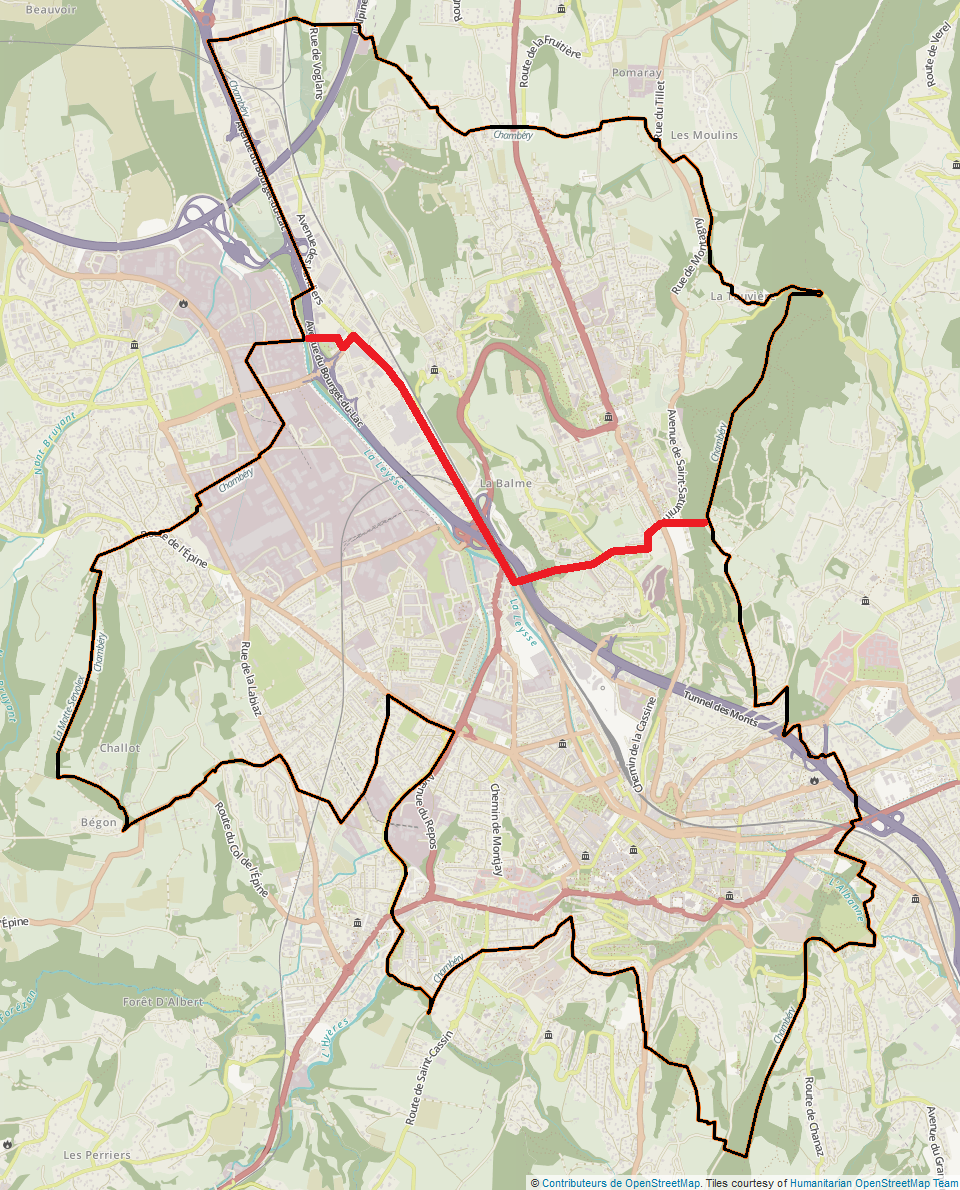
Situation du canton de Chambéry-Nord sur la commune de Chambéry.

Le canton de Chambéry-Nord/Sonnaz regroupe une fraction de la commune de Chambéry (quartiers des Hauts-de-Chambéry et de Chambéry-le-Vieux) ainsi que la commune de Sonnaz :
| Nom                  | Code Insee | Intercommunalité  | Population (dernière pop. légale)               |
| -------------------- | ---------- | ----------------- | ----------------------------------------------- |
| Chambéry (chef-lieu) | 73065      | CA Grand Chambéry | Fraction : 13 778(2012) Commune : 59 490 (2014) |
| Sonnaz               | 73288      | CA Grand Chambéry | 1 756 (2014)                                    |

## Représentation

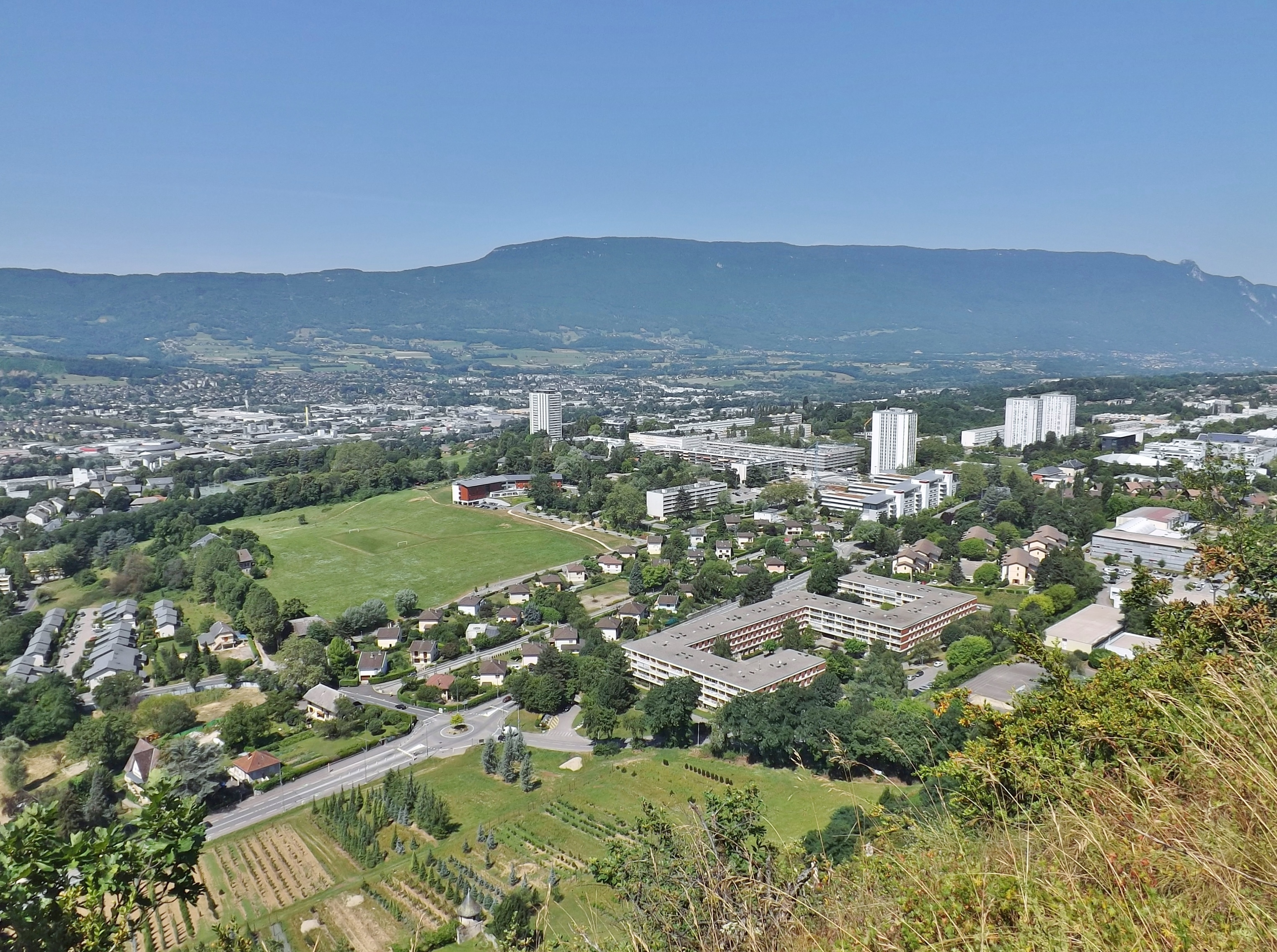
Quartier des Hauts-de-Chambéry au sud du canton dans ses limites de 1985.

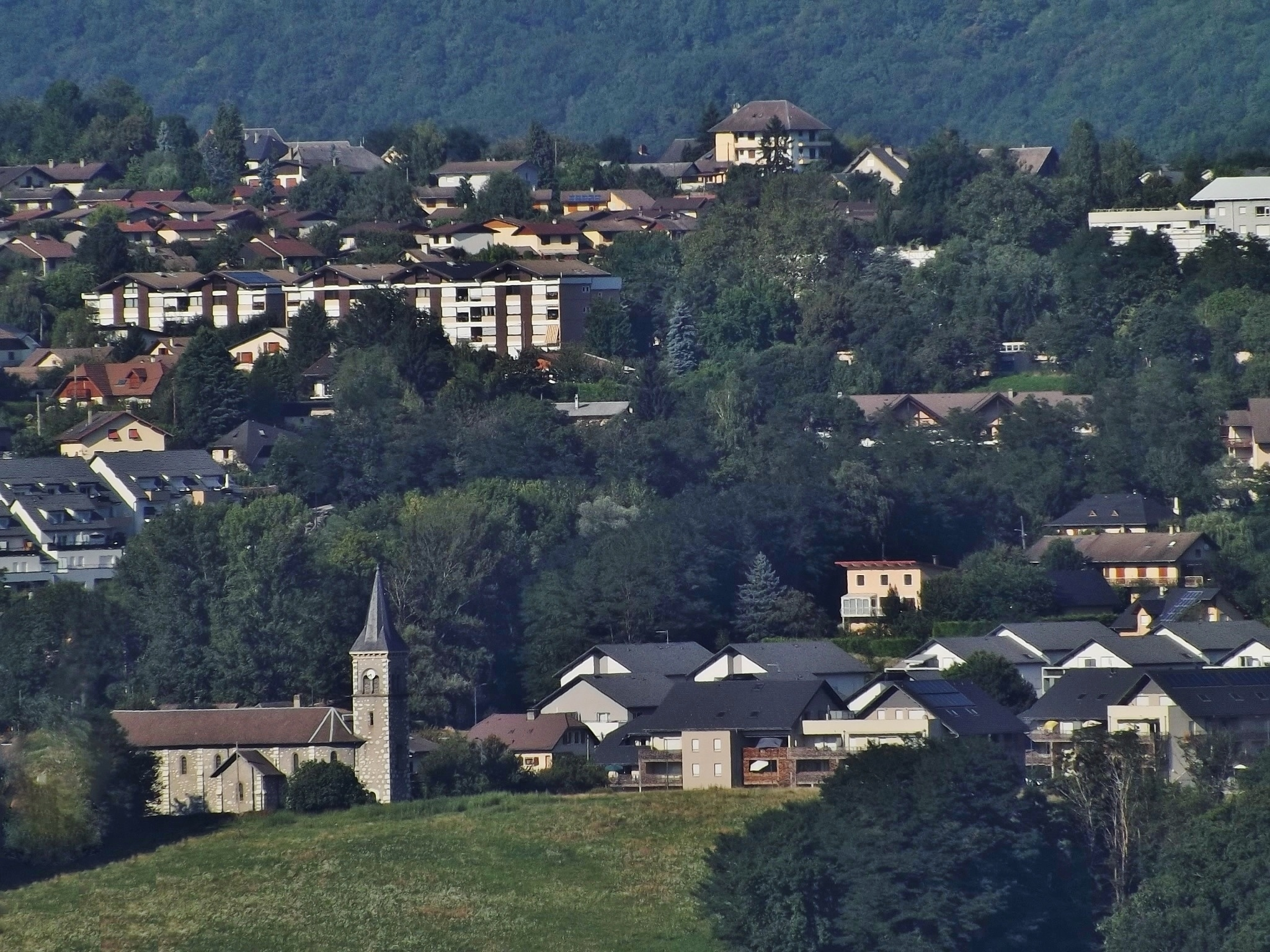
Quartier de Chambéry-le-Vieux.

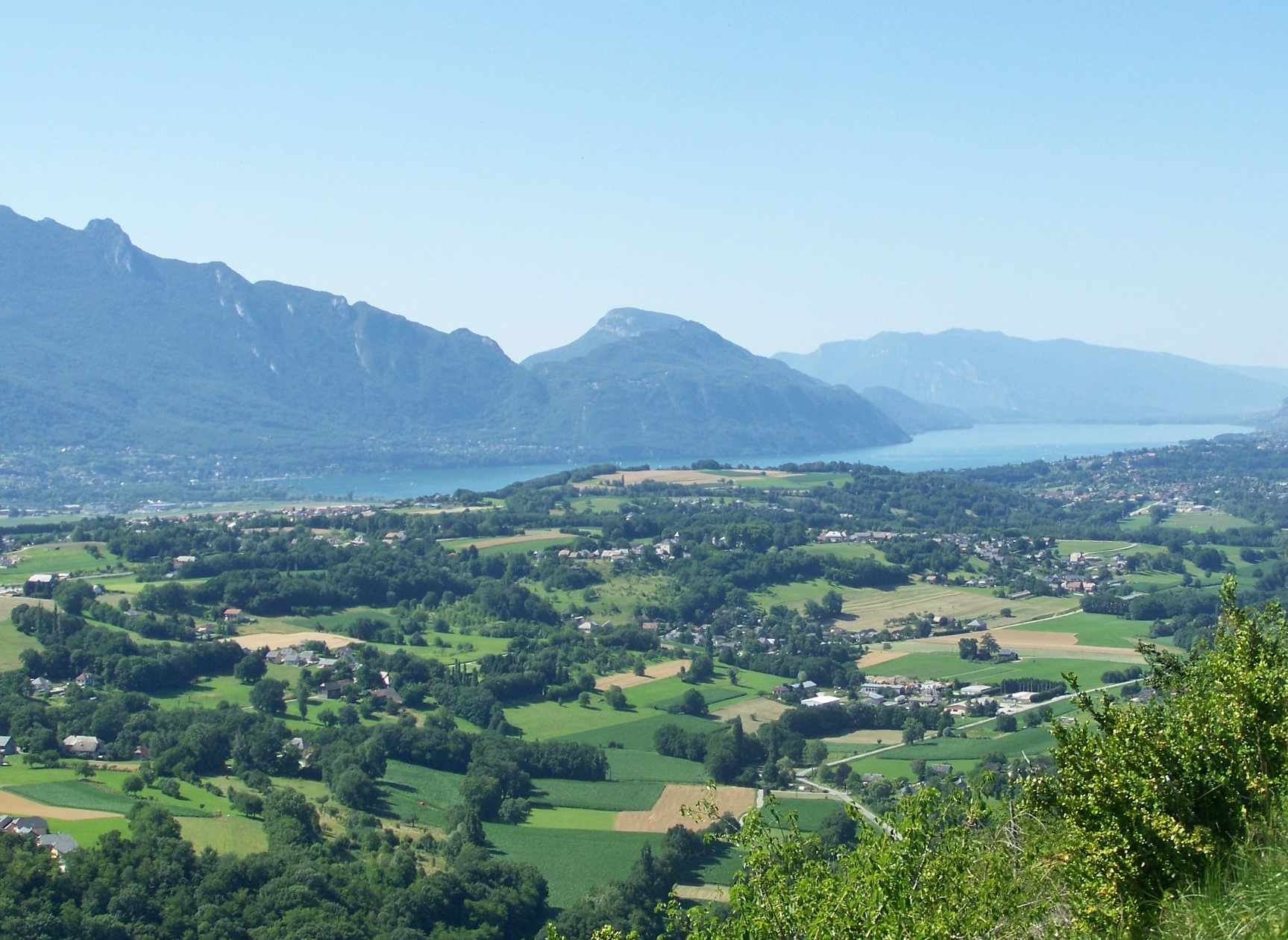
Territoire de la commune de Sonnaz.

### Conseillers généraux de l'ancien canton deChambéry-Nord
| Période                                  | Période      | Identité                                                       | Étiquette         | Qualité |
| ---------------------------------------- | ------------ | -------------------------------------------------------------- | ----------------- | --- |
| 1861                                     | 1864 (décès) | Marquis Pantaléon Costa de Beauregard                          |                   | Ancien député de la Savoie au Parlement sarde (1848-1860) Président du Conseil Général (1860-1864) |
| 1865                                     | 1871         | Marquis Charles-Albert Costa de Beauregard (fils du précédent) | Union des Droites | Propriétaire Député (1871-1876) |
| 1871                                     | 1883 (décès) | Bernardin Chevallay                                            | Centre gauche     | Propriétaire à Chambéry Député (1880-1883) |
| 1883                                     | 1883         | Joseph Bal                                                     | Républicain       | Tanneur-corroyeur, conseiller municipal de Chambéry |
| 1883                                     | 1887 (décès) | Pierre-Henri Marchand                                          | Républicain       | Notaire à Chambéry |
| 1887                                     | 1913         | Antoine Perrier                                                | Républicain       | Avoué - Député (1889-1900) - Sénateur (1900-1914) Garde des Sceaux, ministre de la Justice (mars à juin 1911) Maire de Chambéry (1884-1893), conseiller d'arrondissement du canton de Chambéry-Sud Président du Conseil Général |
| 1913                                     | 1917 (décès) | Marquis Eugène d'Oncieu de la Bâtie                            | Droite            | Propriétaire à Barby |
| 1917                                     | 1919         | siège vacant                                                   |                   | |
| 1919                                     | 1940         | Hyacinthe Carron                                               | Rad.              | Propriétaire exploitant et négociant en vins Maire de Saint-Alban Député (1924-1942) |
|                                          |              |                                                                |                   | |
| 1942                                     | 1945         | Henri Commandeur                                               |                   | Ancien chef de division à la Préfecture Maire de Chambéry (1941-1944) Nommé conseiller départemental en 1942 |
|                                          |              |                                                                |                   | |
| 1945                                     | 1951         | Lucien Rose                                                    | UDSR              | Employé SNCF Député (1945-1946) |
| 1951                                     | 1970         | Paul de Lavareille                                             | RI                | Industriel, suppléant du député Jean Delachenal |
| 1970                                     | 1973         | Louis Besson                                                   | DVG               | Attaché d'administration universitaire puis directeur de la maison de promotion sociale de Chambéry Maire de Barby (1965-1989) Élu en 1973 dans le Canton de Saint-Alban-Leysse                                                 |
| 1973                                     | 1982         | Jean-Claude Monin                                              | PS                | Technicien SNCF Maire de Saint-Jean-d'Arvey |
| 1982                                     | 1985         | Michel Bouvard                                                 | RPR               | Chargé de mission Élu en 1985 dans le Canton de Chambéry-Est |
| Les données manquantes sont à compléter. |              |                                                                |                   | |

### Conseillers d'arrondissement (de 1861 à 1940)
| Période                                  | Période | Identité                                            | Étiquette       | Qualité |
| ---------------------------------------- | ------- | --------------------------------------------------- | --------------- | --- |
| 1861                                     |         | Marquis Joseph de La Ville de Traversay (1800-1874) |                 | Adjoint au maire de Chambéry |
|                                          |         |                                                     |                 | |
| 1871                                     | 1880    | Charles Forest                                      | Républicain     | Négociant à Chambéry, directeur des papeteries de Leysse, propriétaire à Jacob-Bellecombette, Président du Conseil d'arrondissement |
|                                          |         |                                                     |                 | |
| 1922                                     | 1934    | Antoine Gotteland (1870-1937)                       | Radical         | Employé en scierie, maire de Bassens (1919-1937)                                                                                    |
| 1934                                     | 1940    | Robert Capitan (1902-1974)                          | Union nationale | Maire de Curienne |
| 1940                                     |         |                                                     |                 | Les conseils d'arrondissement ont été suspendus par la loi du 12 octobre 1940 et n'ont jamais été réactivés                         |
| Les données manquantes sont à compléter. |         |                                                     |                 | |

### Conseillers généraux du nouveau canton deChambéry-Nord
Ce canton a été créé par en 1985, à l'occasion de l'ajout de 5 cantons aux 32 existants alors en Savoie. Cette création a permis de diviser en deux le canton de Saint-Alban-Leysse, détenu par le député socialiste Louis Besson, qui a choisi de rester sur l'autre moitié du canton où se situe sa commune de Barby. Ce nouveau canton regroupe les quartiers des Hauts-de-Chambéry et de Chambéry-le-Vieux ainsi que la commune de Sonnaz.
| Période                                  | Période | Identité         | Étiquette | Qualité |
| ---------------------------------------- | ------- | ---------------- | --------- | --- |
| 1985                                     | 1998    | Michel Dantin    | RPR       | - Ancien cadre à la FDSEA - Adjoint au maire de Chambéry de 1983 à 1989 |
| 1998                                     | 2015    | Thierry Repentin | PS        | - Cadre - Ministre (2012-2014) - Sénateur de la Savoie (2004-2014) - Adjoint au Maire de Sonnaz - Ancien adjoint au Maire de Chambéry - Elu en 2015 dans le Canton de Chambéry-1 |
| Les données manquantes sont à compléter. |         |                  |           | |

## Démographie
| 1999   | 2012   |
| ------ | ------ |
| 14 705 | 15 455 |